# فورگان (اکلاهما)
فورگان(به انگلیسی: Forgan) شهری در ایالت اکلاهما کشور ایالات متحده آمریکا است که جمعیت آن در سرشماری سال ۲۰۱۰ میلادی، ۵۴۷ نفر بوده‌است.